# Isohypsibius roberti
Isohypsibius roberti är en djurart som tillhör fylumet trögkrypare, och som beskrevs av Vladimir I. Biserov 1996. Isohypsibius roberti ingår i släktet Isohypsibius och familjen Hypsibiidae. Inga underarter finns listade i Catalogue of Life.